# 梅田 (春日部市)
梅田（うめだ）は、埼玉県春日部市の町丁。現行行政地名は梅田一丁目から梅田三丁目、および丁番の設定のない梅田。梅田一丁目および梅田二丁目は住居表示実施済み。郵便番号は344-0052。

## 地理
埼玉県東部地域で、春日部市西部の大落古利根川や古隅田川（何れも昔の利根川）が造りだした沖積平野に位置する概ね「L」の字形の地区である。
東側を梅田本町や大落古利根川を挟んで小渕と、南側を緩やかに蛇行する古隅田川を挟んで粕壁や浜川戸と、西側を栄町や内牧と、北側を隼人堀川を挟んで南埼玉郡宮代町東姫宮と隣接する。南側は八丁目とも僅かに隣接する。また、南西側では対角線上に南栄町が位置する。
地区内は全域が市街化区域で、町丁部分は主に第一種住居地域に指定された住宅地となっているが、一丁目と二丁目には生産緑地地区としての纏まった農地も見られ、江戸期以来の面影を残す農家も見られる。梅田も市街化区域であるものの、全域が後背湿地の水田地帯で、居住は2024年現在のところ皆無である。その水田地帯を縦断するように、宮代町に通じる都市計画道路梅田内牧線が計画され、将来的には住宅地や商業地などが造成される。北春日部駅は開業当時は大字梅田に所在していたが、後年の住居表示により、その周辺一帯が梅田本町と称される新たな地名となっている。

### 河川
- 大落古利根川
- 古隅田川
- 隼人堀川

### 地価
住宅地の地価は、2023年（令和5年）の都道府県地価調査によれば、梅田二丁目11-19の地点で8万1,200円/m2となっている。

## 歴史
もとは江戸期より存在した武蔵国埼玉郡百間領に属する梅田村であった。古くは中世末期頃より見出せる太田荘（おおたのしょう）のうちに内牧や粕壁などと共にあったという。村高は正保年間の『武蔵田園簿』では233石余（田87石余、畑146石余）、『元禄郷帳』によると457石余、『天保郷帳』によると592石余であった。助郷は日光街道粕壁宿に出役していた。化政期の戸数は65軒で、村の規模は東西6町、南北8町であった。
地名は河川沿いの後背湿地を埋め立てて開いた田（埋田）によるものと云われている。大阪市北区の梅田や足立区の梅田も、名前の由来は概ね同様である（詳細は当該項目を参照）。また、能の隅田川で有名な「梅若丸」に関する伝承が当地に残されている。
- はじめは岩槻藩領で、1711年（正徳元年）より幕府領となり、以降変遷なし[5]。
- 幕末の時点では埼玉郡に属し、明治初年の『旧高旧領取調帳』の記載によると、代官・大竹左馬太郎支配所が管轄する幕府領であった[12]。
- 1868年（慶応4年）6月19日  - 代官支配地が武蔵知県事・山田政則（忍藩士）の管轄となる。
- 1869年（明治2年）
  - 1月13日 - 武蔵知県事・宮原忠英の管轄区域に大宮県を設置。県庁は東京府馬喰町に置かれる。
  - 9月29日 - 県庁が浦和に置かれ浦和県に改称。
- 1871年（明治4年）11月13日 - 第1次府県統合により埼玉県の管轄となる。
- 1879年（明治12年）3月17日 - 郡区町村編制法により成立した南埼玉郡に属す。郡役所は岩槻町に設置。
- 1889年（明治22年）4月1日 - 町村制施行に伴い、梅田村が内牧村と合併し、南埼玉郡内牧村が成立[13]。梅田村は内牧村の大字梅田となる。
- 1899年（明治32年）8月27日 - 地内に東武伊勢崎線（北千住駅 - 久喜駅間）が建設され、開業する。
- 1944年（昭和19年）4月1日 - 内牧村が粕壁町と合併し春日部町が成立、春日部町の大字となる。
- 1947年（昭和22年）9月 - カスリーン台風の襲来により大きな被害を受ける[5]。
- 1954年（昭和29年）7月1日 - 春日部町が市制を施行して春日部市となる[14][15]。春日部市の大字となる。
- 1964年（昭和39年）4月1日 - 地内に埼玉県立春日部工業高等学校が設置される。
- 1966年（昭和41年）9月1日 - 地内に北春日部駅と春日部検修区（現、南栗橋車両管区春日部支所）が設置される。
- 1967年（昭和42年） - 地内に国道16号岩槻春日部バイパスの工事が完了し、供用開始する。
- 1975年（昭和50年）5月2日 - 梅田土地区画整理事業に着手する[16][17]。
- 1978年（昭和53年）5月1日 - 住居表示が実施され、大字梅田の一部より梅田一丁目・二丁目が成立する[7]。
- 1980年（昭和55年）3月12日 - 大字梅田の一部が粕壁と大字内牧の各一部と合わせて栄町となる[18]。
- 1981年（昭和56年）7月22日 - 梅田土地区画整理事業の完成により換地処分を実施[16]、大字内牧、大字梅田の各一部より梅田三丁目が成立する[18]。
- 1985年（昭和60年）2月19日 - 梅田第二土地区画整理事業に着手する[16][17]。
- 1989年（平成元年）2月 - 地区南端の古隅田川に架かる武里内牧線の橋に「浜川戸橋」の名称が設定される[19]。この橋には能の「隅田川」をイメージしたレリーフなどが設置されている。
- 1994年（平成6年）10月3日 - 住居表示が実施され、大字梅田の一部（字新田裏、字堤際、字東裏、字立野、字新田の各一部、および字旧辰高入新田）が大字内牧の一部（字3000貝の一部）と合わせて梅田本町一丁目となる[20][21][22]。これにより地内に所在する北春日部駅や、春日部工業高等学校[21][5]などが大字梅田の区域から外れる。
- 1995年（平成7年）2月4日 - 梅田第二土地区画整理事業の完成により換地処分を実施[16]、大字梅田の一部が大字内牧の一部と合わせて梅田本町二丁目となる。これにより地内に所在する神明社や梅田寺などが大字梅田の区域から外れる。
- 2005年（平成17年）10月1日 - 春日部市が北葛飾郡庄和町と合併し、新たな春日部市が発足、同市の町丁となる。同時に住所標記の簡略化のため市内の大字が廃止され[23]、大字梅田は丁番の設定のない梅田となる[24]。
- 2022年（令和4年）11月11日 - 北春日部駅周辺地区土地区画整理事業に着手する[9]。梅田の水田地帯が市街化区域に指定され、約10年後（2032年3月31日）を目処に宅地化される予定[25]。

### 存在していた小字
- 西前[26]
- 東前
- 西
- 瀬戸田
- 芝原
- 立野
- 東裏
- 東辰新田
- 堤際
- 新田裏
- 新田
- 三千界
- 新田前
- 沼田

## 世帯数と人口
2024年（令和6年）1月1日現在の世帯数と人口は以下の通りである
| 丁目       | 世帯数    | 人口    |
| ---------- | --------- | ------- |
| 梅田一丁目 | 623世帯   | 1,317人 |
| 梅田二丁目 | 326世帯   | 646人   |
| 梅田三丁目 | 330世帯   | 677人   |
| 梅田       | 0世帯     | 0人     |
| 合計       | 1,279世帯 | 2,640人 |

## 小・中学校の学区
市立小・中学校に通う場合、学区は以下の通りとなる。
| 丁目       | 番地 | 小学校               | 中学校                 | 備考                               |
| ---------- | ---- | -------------------- | ---------------------- | ---------------------------------- |
| 梅田一丁目 | 全域 | 春日部市立内牧小学校 | 春日部市立春日部中学校 | 春日部市立粕壁小学校への通学も可能 |
| 梅田二丁目 | 全域 | 春日部市立内牧小学校 | 春日部市立春日部中学校 |                                    |
| 梅田三丁目 | 全域 | 春日部市立内牧小学校 | 春日部市立春日部中学校 |                                    |
| 梅田       | 全域 | 春日部市立内牧小学校 | 春日部市立春日部中学校 |                                    |

## 交通
東武鉄道伊勢崎線（東武スカイツリーライン）が地内を通るが、鉄道駅は設置されていない。最寄り駅は同線北春日部駅である。梅田二丁目11-19よりおよそ600 m離れている。

### 道路
- 国道16号岩槻春日部バイパス
- 埼玉県道78号春日部菖蒲線
- 埼玉県道85号春日部久喜線
- 市道武里内牧線
- かえで通り（正式名称：北春日部駅西口南栄町線[6]） - 駅前通り

### バス
春日部市コミュニティバス「春バス」
地区内を縦貫・巡回する路線は設定されていない。以前は豊春駅・内牧・北春日部駅ルートが設定されていたが、2024年（令和6年）1月3日限りで廃止された（詳細は当該項目を参照）。

## 施設
- 梅田土地区画整理記念館
- 女体神社
- 円乗院
- 雷電神社

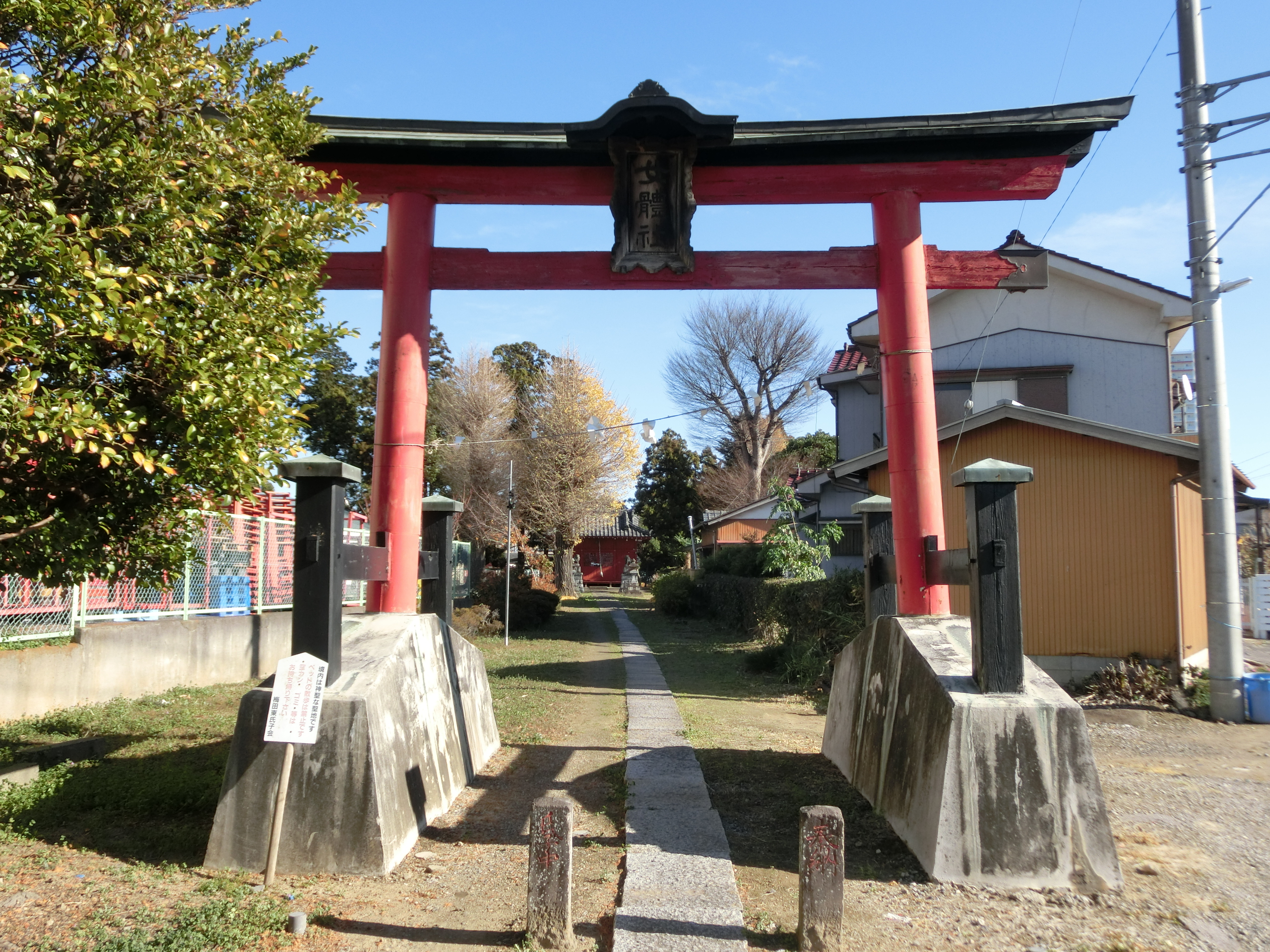
女体神社

- 山王日枝社 - 「梅若丸」に関する伝承がある[5]
  - 山王公園
- 七曲公園
- 梅田西集会所
- 梅田第一公園
- 梅田東会館
- 梅田第二公園